# Ernst Wallenburger
Ernst Wallenburger (* 20. September 1902 in Ketzin; † 1989 in Waltershausen) war ein deutscher Zeichner, Maler und Karikaturist.

## Leben und Werk
Zu Wallenburger gibt es kaum biografische Informationen. Seine Gemälde Arbeitermord von Mechterstädt (Öl auf Leinwand, 60 × 79,5 cm, 1920; Historisches Museum Schloss Friedenstein, Gotha) und Straßenkampf 1923 (Wasserfarbe auf Pappe, 51,4 × 69 cm, 1923; Historisches Museum Schloss Friedenstein, Gotha) und die Publikation von Bildern Wallenburgers im Leipziger Kleinverlag Die Wölfe, der proletarisch-revolutionäre, antimilitaristische Autoren veröffentlichte, lassen eine linkspolitische Orientierung Wallenburgers erkennen. Bekannt wurde er jedoch in der Weimarer Republik als regelmäßiger Karikaturist u. a. für die Zeitschriften Das Kriminalmagazin, Jugend und das illustrierte Magazin Das Leben. Seine dort publizierten Karikaturen sind unpolitisch und bedienten den Massengeschmack. Dadurch konnte er zumindest in den ersten Jahren nach der Machtergreifung der Nazis weiter publizieren, weil diese bemüht waren, für „gute Laune“ zu sorgen. Er war obligatorisch Mitglied der Reichskammer der bildenden Künste.
Wallenburger nahm als Soldat der Wehrmacht am Zweiten Weltkrieg teil. Ab 1940 war er als Zeichner im Berliner Adressbuch in der Kreuzberger Fichtestraße 9 verzeichnet. Nach der Entlassung aus der Kriegsgefangenschaft lebte er in Waltershausen, wo er an der Oberschule als Zeichenlehrer arbeitete. Im Juni 1949 war er einer der Referenten auf einem Weiterbildungslehrgang für Zeichen- und Werklehrer aus dem Raum Erfurt an der Pädagogischen Fachschule Neudietendorf. Neben seiner beruflichen Tätigkeit betätigte er sich weiter künstlerisch als Maler, und er war Mitglied des Verbands Bildender Künstler der DDR.

## Werke (Auswahl)

### Weitere Tafelbilder
- Die Ernte beginnt (Öl, 1952)[5]
- Laienspielgruppen ziehen zum Wettbewerb (Öl, 1952)[6]

### Zeichnungen und Grafik
- Verstimmung (Kreidezeichnung, dunkelbraun, 49 × 62,3 cm; Angermuseum Erfurt)
- Winterlandschaft (Tuschezeichnung, 50 × 50 cm; auf der Dritten Deutsche Kunstausstellung)
- Tauwetter (Monotypie, 42 × 49 cm; auf der Vierten Deutschen Kunstausstellung)
- Am Bahnhof (Kreidezeichnung, 39 × 51 cm; auf der Vierten Deutschen Kunstausstellung)[7]

### Karikaturen in Zeitschriften (Zeichnungen)
- Titelblatt (Kriminalmagazin, Juni 1931)[8]
- Titelblatt (Kriminalmagazin, März 1931)[9]
- Philosophie der praktischen Vernunft (Textillustration in Jugend, 4/1929, S. 62)[10]
- Sie saßen auf einem knarrenden Sofa (Textillustration in Das Leben, September 1932, S. 39)[11]
- … dürfte ich Ihnen die Hälfte meiner Platzkarte anbieten (Textillustration in Das Leben, Juli 1934, S. 75)[12]

## Ausstellungen (unvollständig)
- 1934: Dresden, Brühlsche Terrasse ("Sächsische Aquarell-Ausstellung")

- 1949, 1953 und 1958: Dresden, 2. bis Vierte Deutsche Kunstausstellung
- 1951/1952: Berlin, Museumsbau am Kupfergraben („Künstler schaffen für den Frieden“)
- 1975 und 1979: Erfurt, Bezirkskunstausstellungen